# Harri Toivonen
Harri Toivonen (né le 22 octobre 1960) à Uusimaa en Finlande est un ancien pilote de course automobile international finlandais. Il est le frère cadet d'Henri Toivonen et fils de Pauli Toivonen.

## Carrière
Le premier résultat d' Harri Toivonen en Championnat du monde des rallyes fut le Rallye des 1000 Lacs dans une Chrysler Avenger, ancienne voiture de son frère Henri. Malheureusement, il ne finira pas la course pour cause d'abandon.
En 1983, il a conduit une Mitsubishi Lancer Turbo, principalement pour l'écurie finlandaise Junior de rallye. 
En 1986, il a conclu un accord avec l'écurie d'usine Austin Rover pour conduire au Rallye de Grande-Bretagne aux mains d'une MG Metro 6R4. Alors qu'il participait au Rallye du Pays de Galles début mai, il a appris la nouvelle du malheureux accident de son frère au Tour de Corse qui a coûté la vie à Henri ainsi qu'à son copilote Sergio Cresto. Néanmoins, il a continué à participer à des rallye plus tard cette année-là. Il a fini avec sa MG Metro 6R4 à la 8e place au Rallye des 1000 lacs, mais dû abandonner au Rallye de Grande-Bretagne en novembre, le rallye remporté un an plus tôt par son frère Henri.
Après quelques années infructueuses en rallye, il est passé à la course sur circuit. Il a conduit dans plusieurs catégories de course dans lesquelles il a eu quelques succès.
En 1990, Harri Toivonen participa pour la première fois au Championnat du monde des voitures de sport aux mains d'une Porsche 962CK6 de l'écurie autrichienne Konrad Motorsport avec comme coéquipier le pilote et propriétaire d'écurie vFranz Konrad. La voiture a été fiable durant la saison mais ne brilla pas a performance. Aucun point n'a été marqué durant la saison.

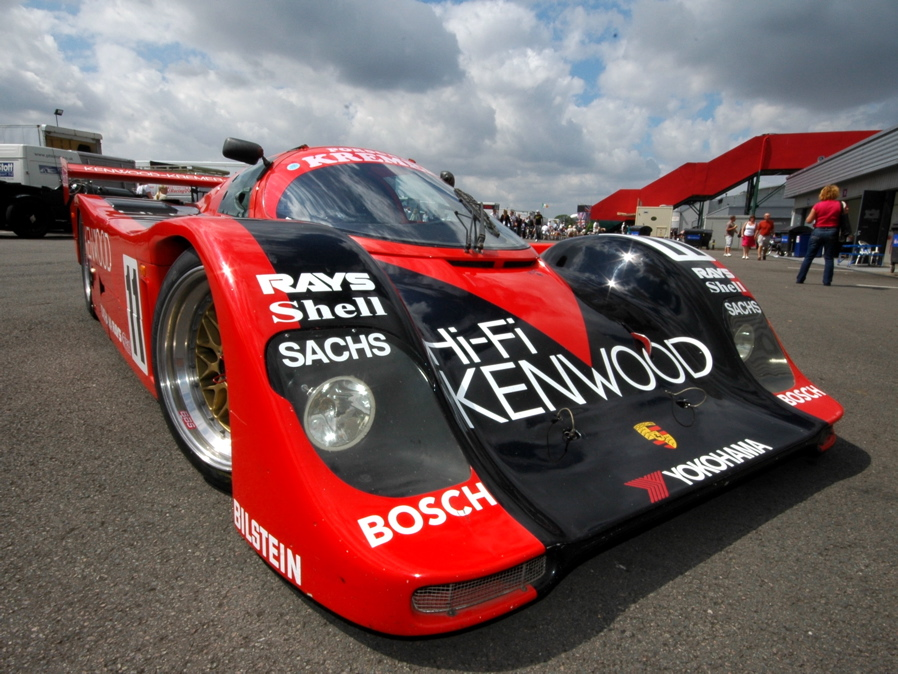
Porsche 962CK6 de l'écurie Porsche Kremer Racing

En 1991, pour le Championnat du monde des voitures de sport, toujours aux mains d'une Porsche 962CK6, mais cette fois ci avec l'écurie allemande Porsche Kremer Racing et avec comme coéquipier Manuel Reuter, il effectuera sa meilleure saison en montant en 2 occasions sur la 3e marche du podium lors des 430 kilomètres de Suzuka et des 430 kilomètres du Nürburgring. Lors des 24 Heures du Mans, avec le renfort de JJ Lehto comme troisième pilote, il termina en 9e position au général,. 41 points ont été marqués durant la saison et Harri Toivonen fût classé 12e au classement des pilotes.
En 1992, Harri Toivonen a poursuivi son engagement dans le Championnat du monde des voitures de sport. Pour cette nouvelle saison, c'est avec l'écurie anglaise British Racing Motors et aux mains d'une BRM P351 qu'Harri ambitionnait de réaliser des performances avec le pilote sud-africain Wayne Taylor. La voiture n'étant pas prête pour le début de saison, l'écurie a fait l'impasse sur les 500 kilomètres de Monza. C'est donc lors de la seconde manche de la saison, les 500 kilomètres de Silverstone que la voiture effectua ses premiers tours de roue en compétition. Pour cause de problèmes de batterie durant les essais, la voiture devait prendre le départ en dernière position sur la grille. Les malheurs de l'écurie ne s'arrêtèrent pas là car durant le warm-up, la pompe à huile cassa et pour cette raison, la voiture ne put prendre le départ. Pour les 24 Heures du Mans, avec le renfort du pilote britannique Richard Jones (en), l'écurie a de nouveau eu des essais difficiles pour cause de problèmes de transmission. Seul Wayne Taylor réalisa un temps durant la séance d'essai qualificatif. Néanmoins, la voiture pris le départ de la course. Malheureusement un début d'incendie du moteur poussa la voiture à l'abandon après 20 tours. Du fait du manques de moyens de l'écurie, ce fût la dernière participation de la voiture au championnat,.
En 2002, Harri Toivonen a raccroché son casque en tant que pilote automobile à plein temps.

## Palmarès

### Résultats aux24 heures du Mans

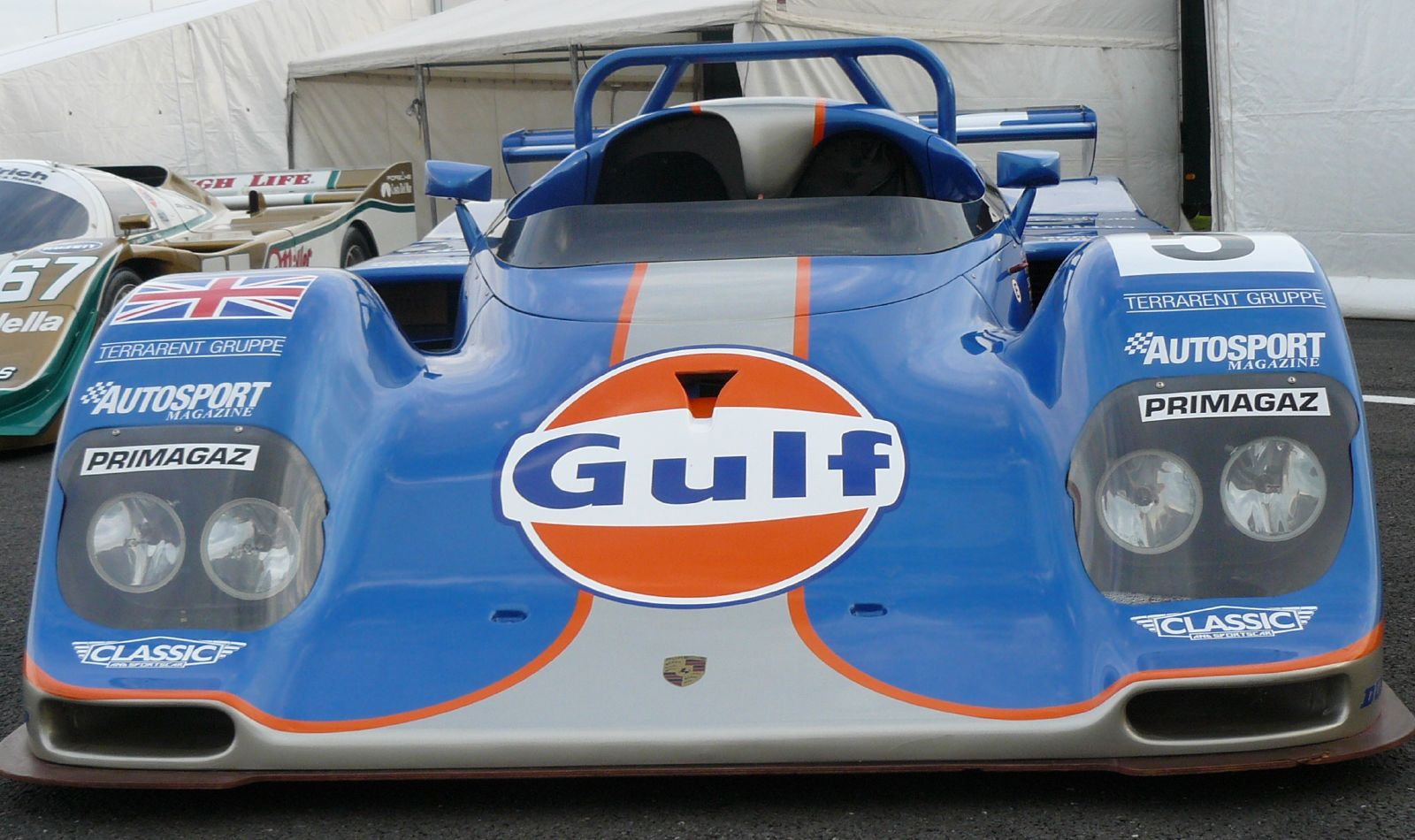
la Kremer K8 Spyder développée par le Kremer Racing

| Année | Écurie                | Copilotes                         | Voiture          | Classe | Tours | Pos. | Class Pos. |
| ----- | --------------------- | --------------------------------- | ---------------- | ------ | ----- | ---- | ---------- |
| 1991  | Porsche Kremer Racing | Manuel Reuter JJ Lehto            | Porsche 962CK6   | C2     | 343   | 9e   | 9e         |
| 1992  | British Racing Motors | Wayne Taylor Richard Jones (en)   | BRM P351         | C1     | 20    | Abd. | Abd.       |
| 1996  | Kremer Racing         | Christophe Bouchut Jürgen Lässig  | Kremer K8 Spyder | LMP1   | 110   | Abd. | Abd.       |
| 1997  | Pacific Racing Ltd.   | Eliseo Salazar Jesús Pareja       | BRM P301         | LMP    | 6     | Abd. | Abd.       |
| 2001  | Team Ascari           | Werner Lupberger (en) Ben Collins | Ascari A410      | LMP900 | 134   | Abd. | Abd.       |

### Résultats aux24 Heures de Daytona
| Année | Écurie                 | Copilotes                               | Voiture                   | Classe | Tours | Pos. | Class Pos. |
| ----- | ---------------------- | --------------------------------------- | ------------------------- | ------ | ----- | ---- | ---------- |
| 2000  | Multimatic Motorsports | Scott Maxwell John Graham               | Lola B98/10-Ford/Cosworth | SR     | 110   | Abd. | Abd.       |
| 2002  | Team Ascari            | Werner Lupberger (en) Timothy Bell (en) | Ascari KZR-1 (en)         | SRP    | 429   | Abd. | Abd.       |

### Résultats auChampionnat du monde des voitures de sport
| Année | Écurie                | Châssis        | Moteur                              | Classe | 1     | 2       | 3        | 4      | 5      | 6      | 7      | 8        | 9      | Position | Points |
| ----- | --------------------- | -------------- | ----------------------------------- | ------ | ----- | ------- | -------- | ------ | ------ | ------ | ------ | -------- | ------ | -------- | ------ |
| 1990  | Konrad Motorsport     | Porsche 962CK6 | Porsche Type-935 3,0 L Flat-6 Turbo | C      | SUZ   | MNZ     | SIL 14   | SPA 13 | DIJ 20 | NÜR 14 | DON 16 | MON 22   | MEX 12 |          | 0      |
| 1991  | Porsche Kremer Racing | Porsche 962CK6 | Porsche Type-935 3,2 L Flat-6 Turbo | C2     | SUZ 3 | MON 5   | SIL 8    | LMS 9  | NUR 3  | MAG 6  | MEX    | AUT Abd. |        | 12e      | 41     |
| 1992  | British Racing Motors | BRM P351       | BRM (Weslake) 3,5 L V12 Atmo        | C1     | MON   | SIL Np. | LMS Abd. | DON    | SUZ    | MAG    |        |          |        |          | 0      |

### Résultats auChampionnat du monde des rallyes
| Année | Écurie                 | Voiture                 | 1   | 2        | 3   | 4   | 5   | 6   | 7        | 8   | 9        | 10       | 11  | 12       | 13  | Position | Points |
| ----- | ---------------------- | ----------------------- | --- | -------- | --- | --- | --- | --- | -------- | --- | -------- | -------- | --- | -------- | --- | -------- | ------ |
| 1980  | Harri Toivonen         | Chrysler Avenger        | MON | SWE      | POR | KEN | GRE | ARG | FIN Abd. | NZL | ITA      | FRA      | GBR | CIV      |     | Nc.      | 0      |
| 1981  | Harri Toivonen         | Talbot Sunbeam Lotus    | MON | SWE      | POR | KEN | FRA | GRE | ARG      | BRE | FIN Abd. | ITA      | CIV | GBR      |     | Nc.      | 0      |
| 1982  | David Sutton Cars Ltd. | Ford Escort RS1800      | MON | SWE      | POR | KEN | FRA | GRE | NZL      | BRE | FIN Abd. | ITA      | CIV | GBR      |     | Nc.      | 0      |
| 1983  | Harri Toivonen         | Mitsubishi Lancer Turbo | MON | SWE      | POR | KEN | FRA | GRE | NZL      | ARG | FIN Abd. | ITA      | CIV |          |     | Nc.      | 0      |
| 1983  | Mitsubishi Ralliart    | Mitsubishi Lancer Turbo |     |          |     |     |     |     |          |     |          |          |     | GBR Abd. |     | Nc.      | 0      |
| 1986  | Austin Rover WRT       | MG Metro 6R4            | MON | SWE      | POR | KEN | FRA | GRE | NZL      | ARG | FIN 8    | CIV      | ITA | GBR Abd. | USA | 49e      | 3      |
| 1987  | Harri Toivonen         | Mazda 323 4WD           | MON | SWE Abd. | POR | KEN | FRA | GRE | USA      | NZL | ARG      | FIN Abd. | CIV | ITA      | GBR | Nc.      | 0      |
| 1988  | Harri Toivonen         | Lancia Delta Integrale  | MON | SWE      | POR | KEN | FRA | GRE | USA      | NZL | ARG      | FIN Abd. | CIV | ITA      | GBR | Nc.      | 0      |

## Carrière après la course
En 2006, il a ouvert une exposition en hommage à son frère Henri au Neste Oil Rally Finland.
Harri Toivonen est maintenant impliqué avec Ian Dawsons dans le Mans Prototype Eco Racing Team.